# 津市立白山中学校
津市立白山中学校（つしりつ はくさんちゅうがっこう）は、三重県津市白山町川口にある公立中学校。

## 沿革
- 1960年（昭和35年） 白山町立布引中学校・同町立家城中学校・同町立双川中学校の統合により白山町立白山中学校として設置。
- 2006年（平成18年）1月1日 白山町の津市への統合に伴い、津市立白山中学校に改称。

## アクセス
- JR東海名松線 関ノ宮駅から北へ約900 m。
- 近鉄大阪線 大三駅から南西へ約4.3 km。
- 近鉄大阪線 榊原温泉口駅から南へ約4.4 km。